# Život sa slikama
Život sa slikama je hrvatski dokumentarni film iz 2011. godine, koji je snimila HRT. Film je o životu i radu hrvatskog crtača i ilustratora Nenada Barinića  od 23. ožujka - 2. travnja 2012. godine. Film traje 45 minuta.